# Di 4
Pour les articles homonymes, voir Di et 4 (nombre).
Les Di 4  sont une série de locomotives diesel norvégiennes appartenant à la compagnie NSB et utilisée le plus souvent dans le Nordlandsbanen.
Cette locomotive tire des trains de voyageurs sur les lignes non-électrifiées, notamment celles du Nordlandsbanen, les autres lignes étant principalement desservies par des unités multiples diesel.

## Caractéristiques
Les cinq Di 4 ont été construites par Henschel en 1980 et sont entrées en service l'année d'après. Elles étaient supposées être remplacées par les Di 6, mais ces machines ont été un échec total. Hormis les locotracteurs, les Di 4 sont les seules locomotives diesel dans le matériel roulant de la NSB. Elles sont numérotées de 4 651 à 4 655.

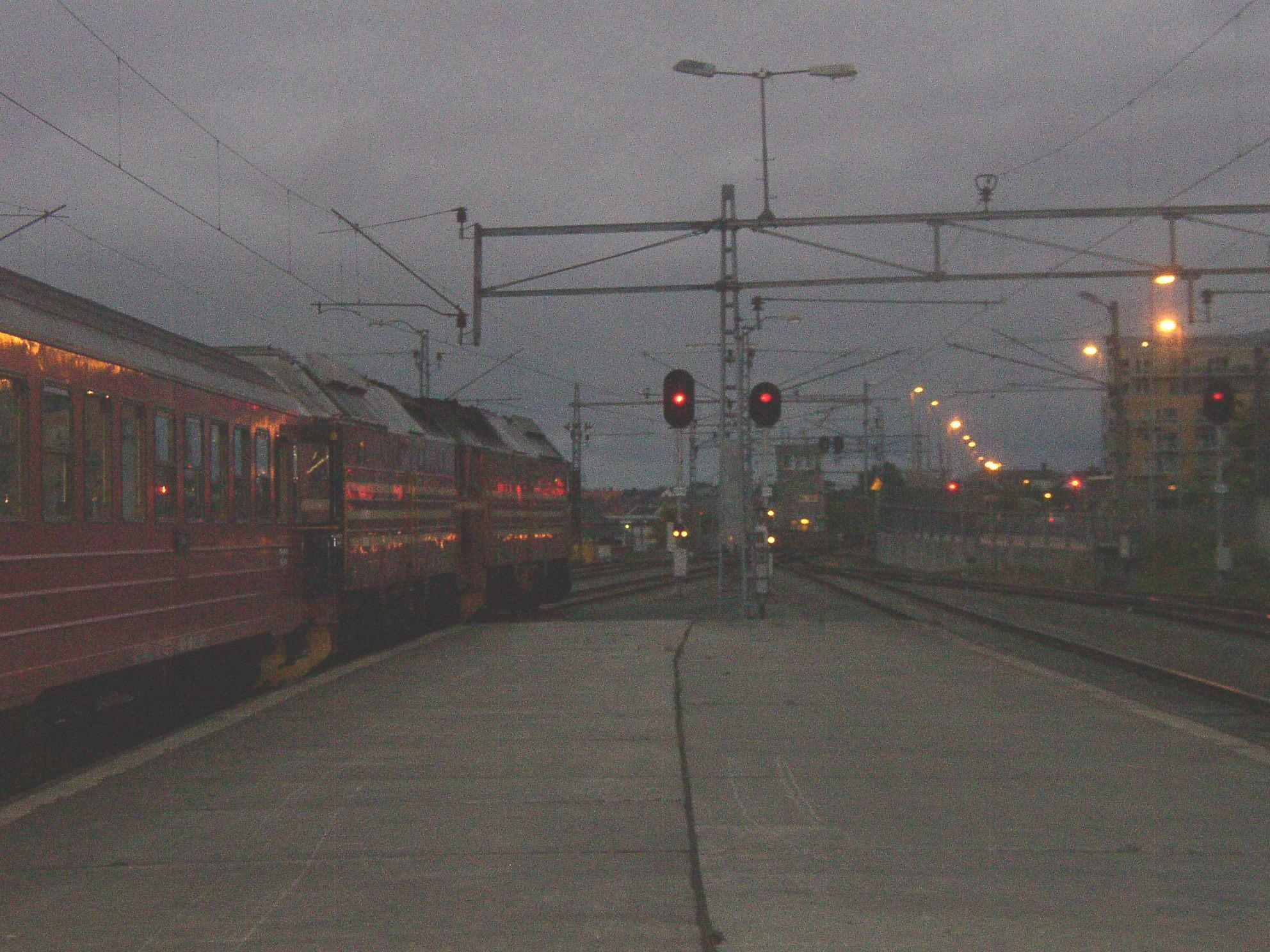
Locomotives Di 4 en gare de Trondheim à destination de Bodø.